# Seedorf (Lauenburgo)
Seedorf é um município da Alemanha, distrito de Lauenburgo, estado de Schleswig-Holstein.